# Pimpla exapta
Pimpla exapta är en stekelart som beskrevs av Forster 1888. Pimpla exapta ingår i släktet Pimpla och familjen brokparasitsteklar. Inga underarter finns listade i Catalogue of Life.